# 안협군
| Daedongyeojido (Gyujanggak) 11-04.jpg | Daedongyeojido (Gyujanggak) 11-03.jpg |
| Daedongyeojido (Gyujanggak) 12-04.jpg | Daedongyeojido (Gyujanggak) 12-03.jpg |

안협군(安峽郡)은 조선시대에 있던 군이다. 강원도에 속했다.  1914년 폐지 당시에는 서면,군내면,동면 3개면으로 되어 있었다. 1914년 이천군에 편입되면서 군내면을 안협면으로 개칭하였다. 한국 전쟁이후 조선민주주의인민공화국이 관할하던 철원군의 많은 지역이 대한민국관할로 넘어가면서, 1952년 북측 철원군에 다른 지역을 편입할때, 안협면, 동면의 전체와 서면의 일부를 철원군에 편입하여 현재 대부분은 철원군에 속해 있다. 또한 1961년에는 철원군 인민위원회가 안협지역으로 이전하였다.